# السا بنیتز
السا بنیتز (به انگلیسی: Elsa Benítez) (زاده ۱۰ آوریل ۱۹۷۷) مدل و مجری تلویزیون مکزیکی است.